# Craugastor yucatanensis
Craugastor yucatanensis là một loài ếch thuộc họ Craugastoridae. Đây là loài đặc hữu của México.
Môi trường sống tự nhiên của chúng là rừng ẩm vùng đất thấp nhiệt đới hoặc cận nhiệt đới.
Chúng hiện đang bị đe dọa vì mất môi trường sống.